# Siddhartha (novela)
Siddhartha es una novela alegórica escrita por Hermann Hesse en 1922 tras la Primera Guerra Mundial. La misma relata la vida de un hombre hindú llamado Siddhartha. La obra ha sido considerada por el autor como un «poema hindú» y también, como la expresión esencial de su forma de vida. Muy leída en Oriente como tal, y menos en el mundo occidental.
La novela presenta un registro muy original en el que se unifican elementos líricos y épicos, incluyendo narración y meditación, elevación de la más alta espiritualidad, y, al mismo tiempo, descarnada sensualidad.
El éxito manifiesto del libro llegó luego de una veintena de años de su publicación y pisando los ecos resonantes del Premio Nobel  conferido a Hesse en 1946. Fueron sobre todo los jóvenes, los que hicieron de la figura de Siddhartha un compendio de las inquietudes de los adolescentes, del ansia del encuentro con lo esencial de sí mismo, del orgullo del individuo enfrentado al mundo y a la  historia.
La novela fue escrita por Hesse, en alemán, en un estilo simple pero a la vez poderoso y poético. Se publicó por primera vez luego de que Hesse viviera algún tiempo en la India en la década de 1910. Fue editada en Estados Unidos en 1951 y alcanzó gran notoriedad durante la década de 1960.
La novela relata la búsqueda que realiza Siddhartha para alcanzar la sabiduría; constantemente en la novela se incide en la búsqueda de esta sabiduría como la Unidad. La novela de Hermann Hesse se encuentra redactada en tercera persona y nos muestra, introspectivamente, sus sentimientos a través de las diversas experiencias que forman su vida, hasta el momento en el que conoce a su maestro final que lo llevará a la perfección tan anhelada. La novela está inspirada en alguna medida en la vida y experiencias de Buda, pero no se trata de la misma historia. 
«Siddhartha» significa «aquel que alcanzó sus objetivos» o «todo deseo ha sido satisfecho». El nombre del Budha, antes de su renunciación, era el Príncipe Siddhartha Gautama, luego el Buda Gautama. 

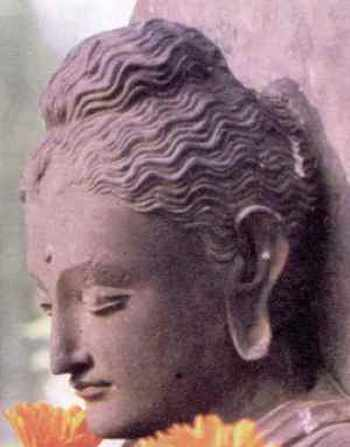
Buda.

## Argumento
La novela relata la vida del hijo de un brahman (sacerdote), Siddharta, un joven hindú que busca su camino. Junto a él se encuentra Govinda, amigo del joven. En resolución común deciden ir a vivir con los Samanas, abandonando a sus familias. Los Samanas son hombres de alma religiosa, meditadores, que viven al acaso, con poco o nada, y que sobreviven en su mansa peregrinación con lo que hallan en el camino. En esta etapa de su vida aprende a ayunar, meditar y esperar, capacidades que le servirán más adelante en su vida.
Es después de haber convivido con ellos que ambos resuelven ir a ver a Buda (Gotama). En ese trance Govinda toma la decisión, no compartida por el amigo, de unirse al grupo que visitan. En consecuencia, Siddhartha, a partir de ese momento, quedará vitalmente solo. Y peregrinando ha de arribar a una ciudad en la que ha de conocer a la bella Kamala, con la que se lanzará a vivir lo nunca vivido.
La extraordinaria maestría de Hesse se pone en descubierto en los capítulos relacionados con Kamala, a la que jamás denomina con un apelativo de connotación negativa, al que daría lugar el oficio liviano y «desprejuiciado» al que la mujer vive entregada.
Siddhartha, de modo espontáneo y en ocasiones deliberadamente resuelto, se dispone a aprender los secretos del amor a partir de su contacto con ella, compartiendo, al mismo tiempo los menesteres del trabajo, de la ganancia de dinero, de los gastos dispendiosos y de las diversiones ostentosas. Y así se nos presenta a un hombre que, siendo al principio un modelo inmaculado, ahora aparece sujeto a todas las normales debilidades humanas. Es el mismo Siddhartha que consideraba negativos y despreciables esos comportamientos, para un alma de estirpe, y de naturaleza superior como la suya.

### Separación de Kamala
Después, de 20 años pasados con Kamala, en la vida y en su lecho, llega el hastío; se siente cansado de esa existencia que transcurre en la disipación y el olvido, comprende que en la unilateralización de su experiencia cotidiana y sensual, se ha equivocado. Y abandona todo ese orbe de superficialidades, y a Kamala, la mujer que ha de sentirse dejada, en el momento en que lleva en su seno a un hijo- no declarado- del hombre amado, que se va.
Siddhartha, a partir de ahora, ha reencontrado una vez más, un motivo para vivir y buscar una renovada senda. Paradójicamente la ha de hallar pisando la misma ribera del río en el que pensaba poner fin a su existencia. Así se encuentra con Vasudeva, el viejo botero cuya misión es la de transportar peregrinos de una ribera a la otra. Comienza una amistad y una convivencia honda en la que comparten lo mejor de sí mismos y de las experiencias que a ambos les sugiere «escuchar» al río. Porque, en efecto, para ellos el río es espiritual y con su natural murmullo les comunica en mensajes esotéricos resoluciones para los problemas que a ambos afligen. El río es para los dos algo vivo, que habla, que enseña...Y Siddhartha, el sabio hijo de brahmán, ha de resolver permanecer al lado del modesto y noble anciano, de quien aprenderá mucho, incluso cuando Vasudeva esté inmerso en sus profundos silencios.
Las vicisitudes de la historia han de acercar a Kamala, que está en busca del Buda en su vida que acaba. Con ella se encuentra el pequeño hijo, «Siddhartha», como el padre. Quiere la desgraciada suerte que una serpiente muerda a la mujer, y es así que el pequeño se lanza a llorar y a reclamar ayuda para su madre. El padre, bien dispuesto para hacerlo tendrá que reconocer al cabo que todo es inútil. Kamala finalmente fallece.

### Siddhartha, padre
Ahora, el héroe de la novela se ha transformado en padre en sentido total. Pero su hijo no será fuente de alegría, sino de infinitas penalidades. Su desamor, sus caprichos, su malevolencia, lo destrozan y aun cuando quiere transformarlo con su amor de progenitor, no ha de poder lograrlo. El joven muchacho es rebelde, detesta todo tipo de trabajos, se aburre y hastía por todo, no quiere aprender...En suma: una figura contraria a la de su padre paradigmático. Son muy distintos para que una convivencia sea posible. Para esforzarse en entender a su hijo, el padre piensa y se dice que él también fue cruel cuando para iniciar su vida de Samana, abandonó con cierta crueldad y desconsideración al noble brahmán que lo había engendrado.
Pasados años de sufrimiento, el muchacho, finalmente, huye. Con el apoyo de Vasudeva, Siddhartha ha de aceptar esta ruptura y esta soledad. La callada angustia de este hecho se reforzará cuando su anciano amigo, a su vez, resuelva irse, internándose en el bosque,  en busca de otros conocimientos que ahonden su sabiduría.

### El fin
Así se va arribando al fin de la historia, no sin antes posibilitar otro reencuentro con Govinda, quien tampoco esta vez ha de reconocerlo. Es que ambos están cambiados, envejecidos... Se cuentan sus muy diferentes vicisitudes, pero, sobre todo, Govinda inquiere sobre cuál es la filosofía que la vida, después de tanto tiempo, ha prodigado a Siddhartha. El largo monólogo del hijo del brahmán, no resultará muy convincente o persuasivo, ya que no puede explicar con palabras lo que ha sentido. Los rumbos de ambos han sido y de alguna manera prosiguen siendo diversos. Pero al final Govinda se da cuenta de que su amigo obtuvo lo que quería: encontrarse a sí mismo, llegar al nirvana y convertirse en un ser perfecto. Dando comienzo a una vida preciosa y plena de serenidad y armonía.

## Personajes
El protagonista por antonomasia es Siddhartha, un hombre que desde muy joven se ha hecho muchas preguntas en la búsqueda de la ansiada sabiduría y del sentido escondido de la vida. No logra jamás sentirse satisfecho en este empeño. Solo logra conseguir cierta quietud hacia el final de la historia.
Los otros personajes que encontramos en la trama son:
- Govinda, quien desde la infancia decide seguirlo, acompañarlo en las indagaciones, estando a su lado. Hasta el encuentro de Buda. Allí se han de bifurcar sus caminos.

- Kamala ha de ser la mujer cortesana con la que ha de compartir los placeres del amor y de la sensualidad deliberada y total. Es bella, inteligente y rica. Vive en un palacio central rodeado de umbríos jardines poblados de bellas plantas exóticas.

- Kamaswami es un muy poderoso y mundano comerciante que conocerá en la época «descarriada» de su relación, en la vida sumergida en banalidades, con Kamala. Al ser Kamaswami un hombre ya entrado en años, ha de decidir poner sus cosas y sus negocios, plenamente confiado, en manos de Siddhartha. Es rico y estima a Siddhartha por ser una persona culta

- Vasudeva es un barquero sencillo, sereno y cargado de bondad. Su sabiduría emana de lo que él denomina «escuchar al río», del que, mediante la reflexión, responde a toda clase de dilemas y preguntas existenciales. Su misión es la de ayudar a atravesar el río con su bote. Tendrá un muy temprano encuentro con Siddhartha en los tiempos de origen en que éste era Samana. Después se reencontrarán, ya mucho más tarde en la vida inconmensurable del río, hasta su partida e internación muda y desgarrante en la selva. Hombre humilde, callado y sabio, cuyos dictámenes y apreciaciones han de suministrar muchas enseñanzas al hijo del brahmán.

## Aspectos de la obra
La novela se encuentra implícitamente instalada en un tiempo imaginario, pero cercano a la época de Buda, lo que algunos denominaron tiempo axial.
Hesse no se detiene en la descripción de los lugares, prefiere dar relevancia al discurso, esencialmente anímico, de las vidas de los seres que se mueven en ella. Con destinos que, en algunos casos, se recorren desde el inicio.